# 星期日泰晤士報富豪榜
《星期日泰晤士報富豪榜》（英語：Sunday Times Rich List）是由英國報章《星期日泰晤士報》自1989年4月起發行、於每年4月公佈的年度英國富豪排行榜。榜單共列出英國首1,000名最富有的人士或家族；上榜者不限於英國公民，但必須在英國具稅務居民身份，故部分在英國持有資產的富豪會被排除在外。
負責編纂富豪榜的編輯會在每年1月根據公開資訊估算相關人士當時所擁有的財富。榜單會衡量包括土地、房地產、賽馬、藝術品、上市公司股份等「可識別的財富」，但不包括銀行賬戶等不公開的資產，但仍會適度算入相關人士的負債。
已故英女王伊莉莎白二世直到2015年前均一直名列《星期日泰晤士報富豪榜》的前三百名之內；她在1989年的第一份富豪榜上以52億英鎊的資產名列全英首富。
最近一次發表榜單為2022年5月20日，辛杜佳家族以淨值230億英鎊的資產排名第一。

## 相關榜單
星期日泰晤士報自2005年起每年發表年度捐獻榜，以捐獻金額佔其總財產的比例為標準，記錄英國最慷慨的慈善家。根據2022年的榜單數據，名列捐獻榜的300名慈善家合共捐出了高達25億英鎊的善款；其中對沖基金經理人克里斯·霍恩以13.36的捐獻指數排名第一，他合共捐出了3.474億的資產。
2019年1月27日，星期日泰晤士報首次在報章上發表了年度繳稅榜。榜單利用為製作富豪榜收集的數據製作而成，並由羅伯特·瓦茲主編。